# Kościół Świętej Trójcy w Litíču

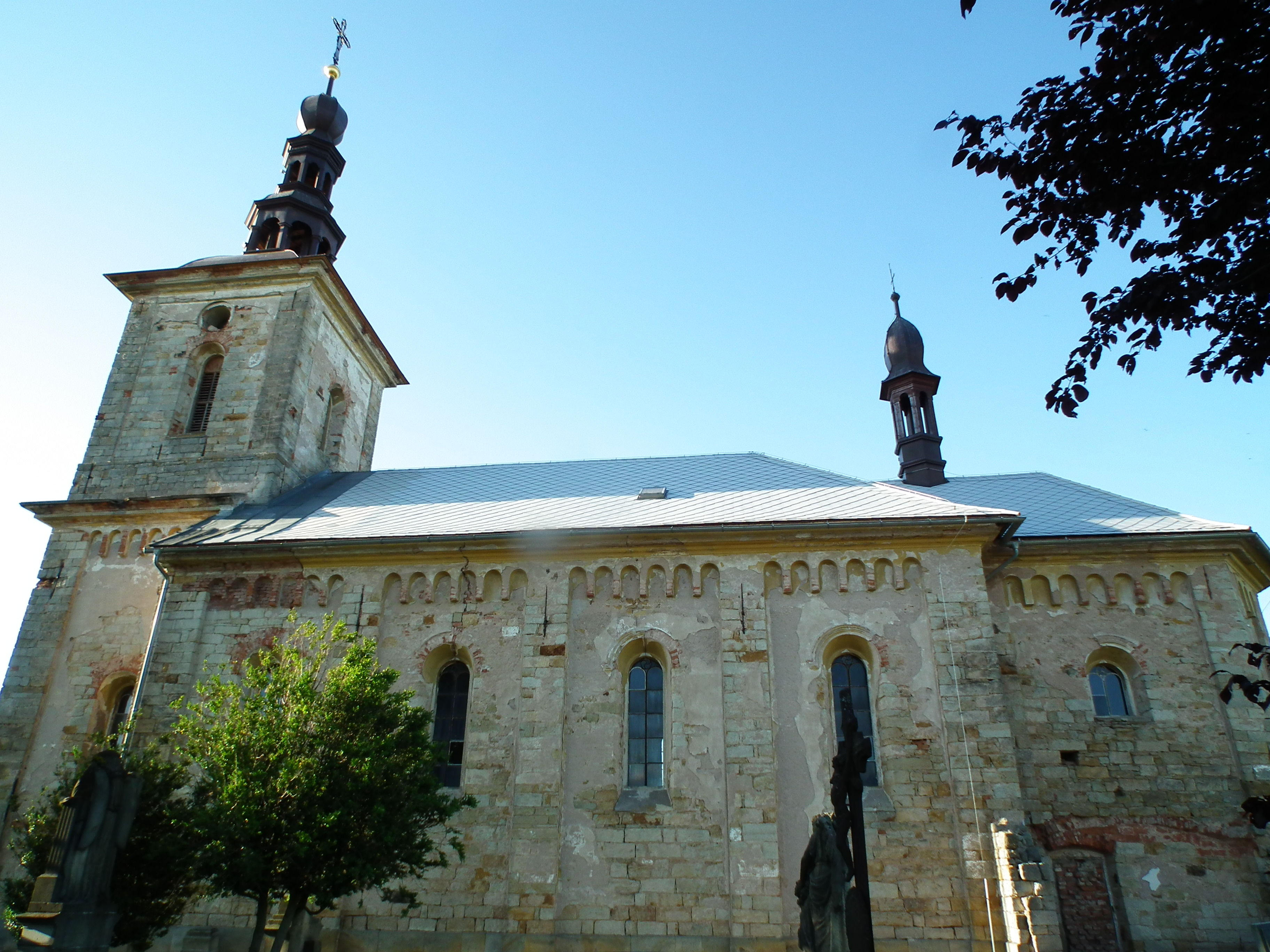
Elewacja boczna

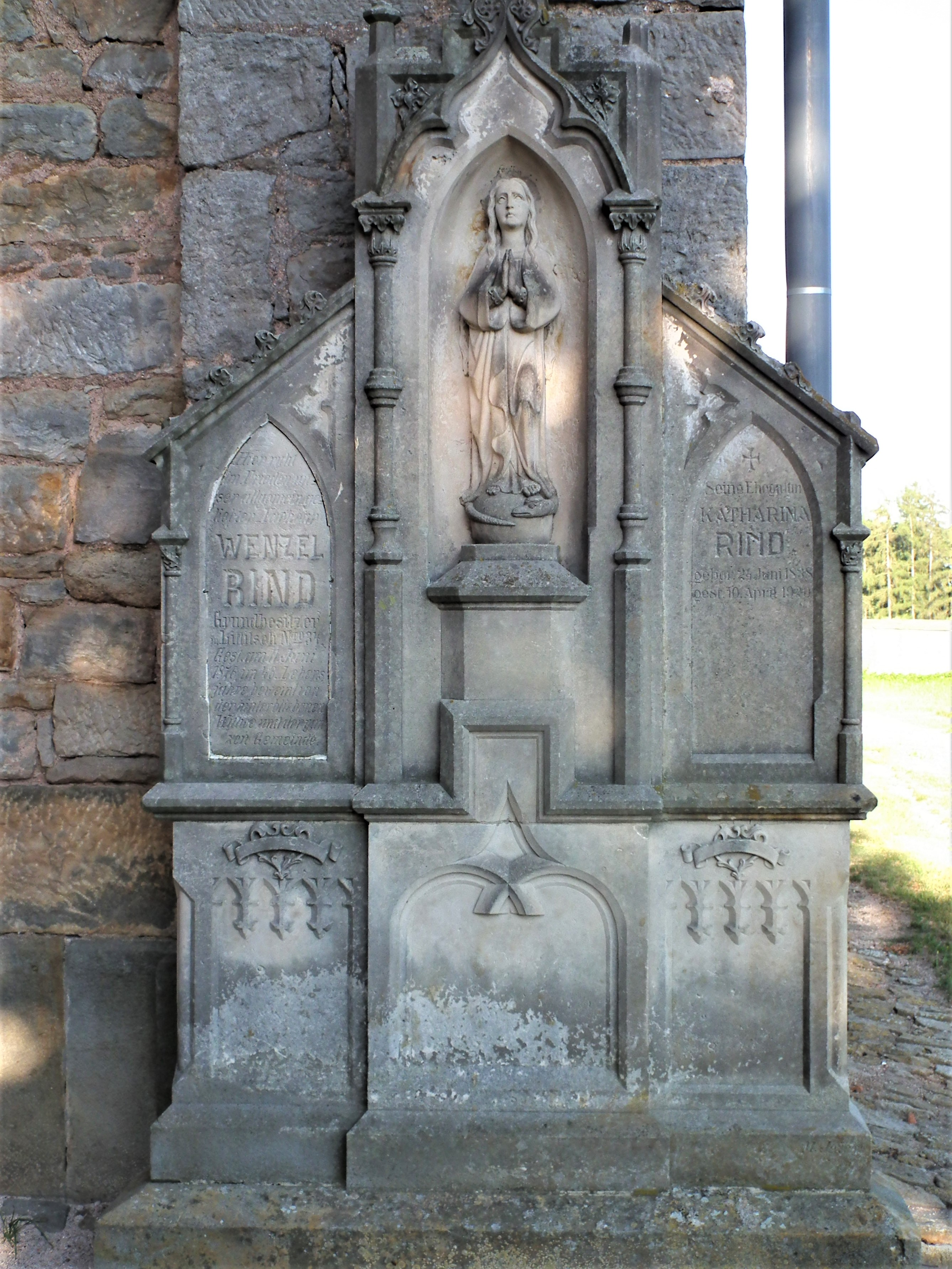
Nagrobek rodziny Rindów

Kościół Świętej Trójcy w Litíču – zabytkowy kościół katolicki zlokalizowany w Czechach, we wsi Litíč (powiat Trutnov, kraj hradecki).

## Historia
Pierwsza pisemna wzmianka o Litíču pochodzi z 1557. Druga świątynia została wzniesiona na miejscu poprzedniej, której budowę rozpoczął Jan Liticki z Šonova (Starszy) w 1586 za 5000 talarów. Pierwszy kamień węgielny pod budowę położył Jan Liticki (Starszy), drugi jego żona, trzeci - ich syn Karel Šebestian, czwarty - syn Václav Lukáš, a piąty - najmłodszy syn Jan. Budowę zakończono w 1588. Z czasem obiekt tracił na znaczeniu i zrujnowany został rozebrany w 1860. Obecny, neoromański kościół wybudowano na jego miejscu w latach 1860–1861. W 1937 doszło tu do włamania i rabunku. Po 1945 liczba wiernych znacząco spadła i świątynia została zamknięta dla celów kultowych, a potem popadła w ruinę. 10 lutego 2004 wpisano ją do rejestru zabytków. W latach 2004–2005 odbudowano świątynię, poczynając od remontu dachu nad nawą główną. 15 marca 2007 ogłoszono kościół zabytkiem kultury. W latach 2011–2012 drzwi wejściowe zostały naprawione, a w 2016 poddano renowacji wieżę. 
Przy bocznym wejściu do świątyni (od wewnątrz) wmurowany jest herb zachowany z poprzedniego kościoła. Został on znaleziony przypadkowo w 2003 wśród gruzu, podczas porządkowania cmentarza.  

## Architektura
Jednonawowy obiekt wzniesiono z piaskowcowych bloków i cegieł na planie prostokąta z trójbocznie zamkniętym prezbiterium. Wieża jest podzielona gzymsem na dwie kondygnacje, a jej parter służy jako główne wejście do świątyni. Portal wejściowy zwieńczony jest trójkątnym frontonem wspartym na dwóch pilastrach. Nad prostokątnym otworem wejściowym znajduje się tympanon, który ma podobną dekorację sztukatorską jak przód frontonu i głowice pilastrów. Fasady dzielone są lizenami zwieńczonymi łukowatym fryzem pod profilowanym gzymsem. 

## Wnętrze i wyposażenie
Wnętrze jest sklepione i ozdobione freskami z początku drugiej połowy XIX wieku. Zachowało się niewiele oryginalnego wyposażenia, nie licząc ołtarza głównego i dwóch ołtarzy bocznych, częściowo pozbawionych pierwotnego detalu. Wpływ na to miały rabunki i dewastacje. Organy Johanna Bartha pochodziły z 1855 i zostały przeniesione do kościoła św. Prokopa w Hoříněvsi. 
Najważniejszymi zabytkami ruchomymi kościoła są: 
- płaskorzeźba z piaskowca z herbem Litickich z Šonova o wymiarach 85 cm x 76 cm i tabliczka z tego samego materiału z dawnego portalu kościoła
- płyta kamienna z napisem: „LETA PANIE 1586 W NEDIELI DEN SW. TROGICE VROZENY PAN JAN STARSSI LITICZKY Z SSONOWA A NA LITICZY ZALOZIL TENTO CHRAM KV CZTI A CHWALE PANV BOHV K PAMATCE SWATE TROGICE A NA SWVG WLASTNY NAKLAD Z GRVNTV WYSTAWIL A GINE WSSECKY POTRZEBY COZ K SLVZBIE BOZI A CEHOZ DO CHRAMV NALEZI SPRAWITI NA PAMATKV SWAV MANZELKY A DITEK SWYCH VOZDOBITI DAL. PAN BVH WSSEMOHOVCZY RACZ KAZDEHO WIERNEHO KRZESTANA W GEHO ZZADOSTECH A PROSBACH VSSLYSSETI A MODLITBY GEHO WYPLNITI”[3].

Kościół pierwotnie miał trzy dzwony: 
- o wysokości 58 cm i średnicy 72 cm, z tekstem: "Johann Georg Kühner goss mich in Prag anno 1751 sub a. R. D. P. Tobia Erth, Societate Jesu, Residentiae Schurz, Schatzlar et Dubenecensi superiore Sub admodum R. D. Joanne Josepho Böhm curato Dubenecensi. R. D. Fratre Josepho Kemper S. J. Oeconomo. A fulgure et tempestate libera nos Domine",
- drugi o wysokości 72 cm i średnicy 98 cm, z płaskorzeźbą koronacji Najświętszej Maryi Panny, św. Józefem, Franciszkiem Ksawerym i Janem Nepomucenem oraz napisem: "Lititschiana familia anno 1636 me rastauravit. Refusa 1777. Zu Gottes Ehr Pin ich gegossen Ignatius Drack hat mich in Königgrätz gegossen",
- trzeci o wysokości 55 cm i średnicy 72 cm, z tekstem: "Letha Panie 1597 Jan Starssi Liticzky z Ssonova. Katerzina Lyticzka z Harassowa. Přelit Paulem v Hradci 1853"[3].

Wszystkie dzwony zarekwirowano bezpowrotnie podczas I wojny światowej. 

## Otoczenie
Świątynia otoczona jest wiejskim cmentarzem z cennymi nagrobkami z piaskowca. Najstarsze z nich pochodzą z około 1840. 

## Turystyka
Przy kościele przechodzi  niebieski szlak pieszy Kuks – Velichovky.